# 張燮林
張 燮林（ちょう しょうりん、簡体字：张燮林、拼音: Zhāng Xièlín チャン・シエリン、1940年6月25日 - ）は中国の卓球選手。1960年代から1970年代にかけて活躍した右利きペンホルダーのカット主戦型で、世界で初めて粒高ラバーを使用した選手として知られる。

## 経歴

### 上海時代
1940年、上海に生まれる。生家は江蘇省鎮江市に起源を持つ。少年時代にペンホルダー表ソフトの速攻型として卓球を始めるが、あるとき卓球場で目にしたカットマンのフォームの美しさに心を打たれ、ペンホルダーのままカット主戦型に転向する。1958年、上海汽輪機廠（発電所設備を製造する大企業）の技術学校に入学。同年には上海代表アマチュアチームの一員として全中国卓球選手権大会に出場した。
この頃、選手として頭角を現していた張ではあるが、家族からは卓球に打ち込むことに反対されていた。連日試合のために技術学校から長距離移動を強いられ、交通費が嵩んでいたこと、また、卓球選手にはならずに、このまま上海汽輪機廠でキャリアを積めば安定した生活が保証されていたことなどがその理由である。しかし1959年に開催された第1回全中国運動会への出場が決まり、その後正式に上海チーム入りを打診されたのをきっかけに、上海汽輪機廠を去ることを決意する。これ以後、張は卓球選手の道を歩むことになる。

### 粒高ラバーとの出会い
本人の回想によれば1959年か1960年頃、粒高ラバーを使用するようになる。これは紅双喜の工場から貰い受けてきた廃棄予定の不良品ラバーで、もともとは裏ソフトラバーのトップシートとして作られたものだった。これを裏返してラケットに貼ってみたところたまたま使いやすいものがあったため、そのまま使い続けることになったという。ただし、張が使用していたものは現在の粒高ラバーよりは粒が低く、表ラバーより少し粒が高い程度のものだった。

### 中国代表選手として

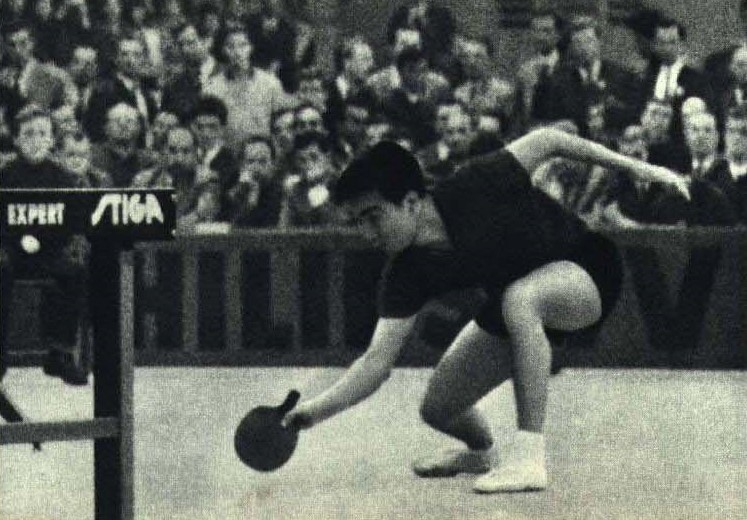
1965年世界卓球選手権リュブリャナ大会での張燮林

1960年頃には上海チームのエースとなっていた張は、1961年の世界卓球選手権北京大会では中国代表に選ばれ、男子シングルスで日本の星野展弥、三木圭一らを破り3位に入賞。1963年世界卓球選手権プラハ大会では男子シングルスで3位、王志良と組んだ男子ダブルスでは優勝を果たした。また、この年から男子団体のメンバーに選ばれた張は、裏ソフトラバーによるドライブ主体の日本選手に対し、粒高ラバーの特性を活かして無類の強さを発揮し、中国の男子団体優勝に大きく貢献した。当時まだ粒高ラバーの存在は中国以外では知られておらず、日本選手は粒高特有の変化に対応できずに敗れていった。
1965年世界卓球選手権リュブリャナ大会では王志良と組んだ男子ダブルスで2位、林慧卿と組んだ混合ダブルスでも2位に輝く。男子シングルスでは準々決勝で西ドイツのシェーラーと対戦し、第1ゲームから促進ルールにもつれ込む大激闘のすえ敗れたが、この試合は荻村伊智朗に「近来まれな大勝負」と評された。男子団体では前回に続いて決勝で日本を破り優勝するが、この決勝戦では徹底した張対策を練って試合に臨んだ高橋浩に敗れている。高橋浩は日本人選手で張に勝利した唯一の選手となった。
この後、中国では文化大革命の嵐が吹き荒れ、中国代表チームは1967年と1969年の世界卓球選手権に欠場する。ようやく国際大会に復帰した1971年世界卓球選手権名古屋大会には林慧卿と組んだ混合ダブルスでのみ出場し、優勝を果たした。1973年の世界卓球選手権サラエヴォ大会では無冠に終わり、この年をもって現役を引退した。

### 指導者として
1972年以降は中国代表女子チームのコーチとなり、ついで監督に就任した。1975年から1991年にかけて世界選手権女子団体8連覇を達成。1995年の天津大会を最後に監督を退くまでの間に、中国女子チームを世界選手権で10度の団体優勝に導いた。
この他に中国卓球協会副会長、国家体育総局卓球・バドミントン管理センター副主任等を歴任。2001年、世界卓球殿堂 (ITTF Hall of Fame) 入りし、2008年には国際卓球連盟功労賞 (ITTF Merit Award) を受賞している。

## プレースタイル
チームメイトの王志良がヨーロッパスタイルのシェークハンドのカットマンだったのに対して、張は姜永寧らの流れをくむペンホルダーのカットマンだった。張が卓球を始めた当時、上海にはまだシェークハンドのカットマンはいなかったという。
荻村伊智朗は張のプレースタイルを次のように評している。
荻村がこのように記した1967年当時、日本では張が粒高ラバーを使用していることは知られておらず、また、粒高ラバーの特性も知られていなかった。この当時、ヨーロッパのカットマンは一枚ラバーを使用することが多く、日本選手はこれに対して裏ソフトラバーによる強烈なループドライブでカットを浮かせてから強打を叩き込む戦術を確立していた。一方、粒高ラバーを使用する張はこのループドライブに対して非常に切れたカットで低く返球することができ、また、相手から打球点が見えない床上すれすれでカットするなどの攪乱戦術も相まって、張のカットは日本選手から「魔球」と怖れられた。